# Niesgrau
Niesgrau (tiếng Đan Mạch: Nisgrå) là một đô thị thuộc huyện Schleswig-Flensburg, bang Schleswig-Holstein, Đức.